# MicroPlanet Gravity
MicroPlanet Gravity est un lecteur de nouvelles (newsreader) gratuit et libre écrit en Delphi, qui fonctionne sur toutes les versions de Windows (95, 98, NT, 2000, XP, Vista).

## Historique
Sorti dans sa première version en 1996 par la firme américaine MicroPlanet, Gravity est alors un partagiciel assez populaire, dont l'immodeste slogan est : « The world's most powerful newsreader » (« le lecteur de nouvelles le plus puissant du monde »).
En octobre 2001, MicroPlanet annonce qu'il cessera le développement du programme et rend celui-ci gratuit, sans ouvrir ses sources (version 2.50).
En mars 2004, un ancien membre de l'entreprise décide de publier une nouvelle version gratuite non officielle, avec de nouvelles fonctionnalités (version 2.60, dite « Super Gravity »).
En juillet 2004, Gravity devient, dans sa version 2.70, un logiciel libre, publié sous licence BSD.

## Caractéristiques principales
(septembre 2012).
- Multi-serveurs, multi-forums
- Envoi en texte et en html
- Coloration des citations
- Décodage des messages en multipart, base64, yEnc
- Utilisation d'expressions régulières pour le filtrage
- Présence d'une « boîte à indésirables » (ou kill-file), permettant de ne pas charger les articles de contributeurs identifiés
- Mise en couleur des messages en fonction de critères : nom, email, sujet, taille, etc.
- Gestion des X-Faces
- Signatures multiples
- Respect des standards techniques

## Langues
Différentes traductions de Gravity ont été réalisées :
- en français ;
- en italien ;
- en portugais.